# Poitea longiflora
Poitea longiflora är en ärtväxtart som beskrevs av Ignatz Urban. Poitea longiflora ingår i släktet Poitea och familjen ärtväxter. Inga underarter finns listade i Catalogue of Life.